# Къщна стоножка
Къщната стоножка (Scutigera coleoptrata) е вид многоножка. Счита се, че произхожда от Средиземноморието, но в днешни дни е разпространена в умерените ширини на Европа, Азия и Северна Америка. Често се среща в човешки жилища.